# Бабакале
Бабакале (тур. Babakale) — деревня на крайнем западе Турции. Находится в 32 километрах от провинциального и в 80 километрах от регионального центров.

## География
На территории населенного пункта располагается самая западная точка континентальной Азии. Располагается в иле Чанаккале, провинция Айваджык. Находится на побережье Эгейского моря.

## Постройки
В населенном пункте присутствуют порт, отель, рыбный рынок, кафе и другое.
В нем также присутствует старинная крепость.